# Belle Plaine Township (Minnesota)
Die Belle Plaine Township ist eine von elf Townships im Scott County im südöstlichen Zentrum des US-amerikanischen Bundesstaates Minnesota. Das U.S. Census Bureau hat bei der Volkszählung 2020 eine Einwohnerzahl von 863 ermittelt.

## Geografie
Die Belle Plaine Township liegt im Süden der Metropolregion Minneapolis–Saint Paul unweit des Südufers des Minnesota River. Das Zentrum von Minneapolis liegt rund 70 km nordöstlich. Der Mississippi, der die Grenze zu Wisconsin bildet, befindet sich rund 80 km östlich.
Die Belle Plaine Township liegt auf 44°35′01″ nördlicher Breite und 93°42′39″ westlicher Länge und erstreckt sich über 101,53 km².
Die Belle Plaine Township liegt im Westen des Scott County und grenzt im Süden an das Le Sueur County. Innerhalb des Scott County grenzt die Township im Nordwesten an die Stadt Belle Plaine, im Norden an die St. Lawrence Township, im Nordosten an die Sand Creek Township, im Osten an die Helena Township sowie im Westen an die Blakeley Township.

## Verkehr
Im Nordwesten streift der U.S. Highway 169 das Gebiet der Township. Die Minnesota State Route 19 bildet die Südgrenze des Scott County und somit auch der Belle Plain Township. Alle weiteren Straßen sind County Roads oder weiter untergeordnete und teilweise unbefestigte Fahrwege.
Der Minneapolis-Saint Paul International Airport, der rund 60 km nordöstlich der Belle Plaine Township liegt, ist der nächste Flughafen.

## Ortschaften in der Belle Plaine Township
Innerhalb der Belle Plaine Township existieren keine Siedlungen. Die Bewohner verteilen sich auf einzeln stehende Gebäude.